# Monte Cleveland
Monte Cleveland é um vulcão ativo que se localiza nas Ilhas Aleutas, Alasca, Estados Unidos, com 1 730 m de altitude. Fica na Ilha Chuginadak.